# Universität Montesquieu Bordeaux IV

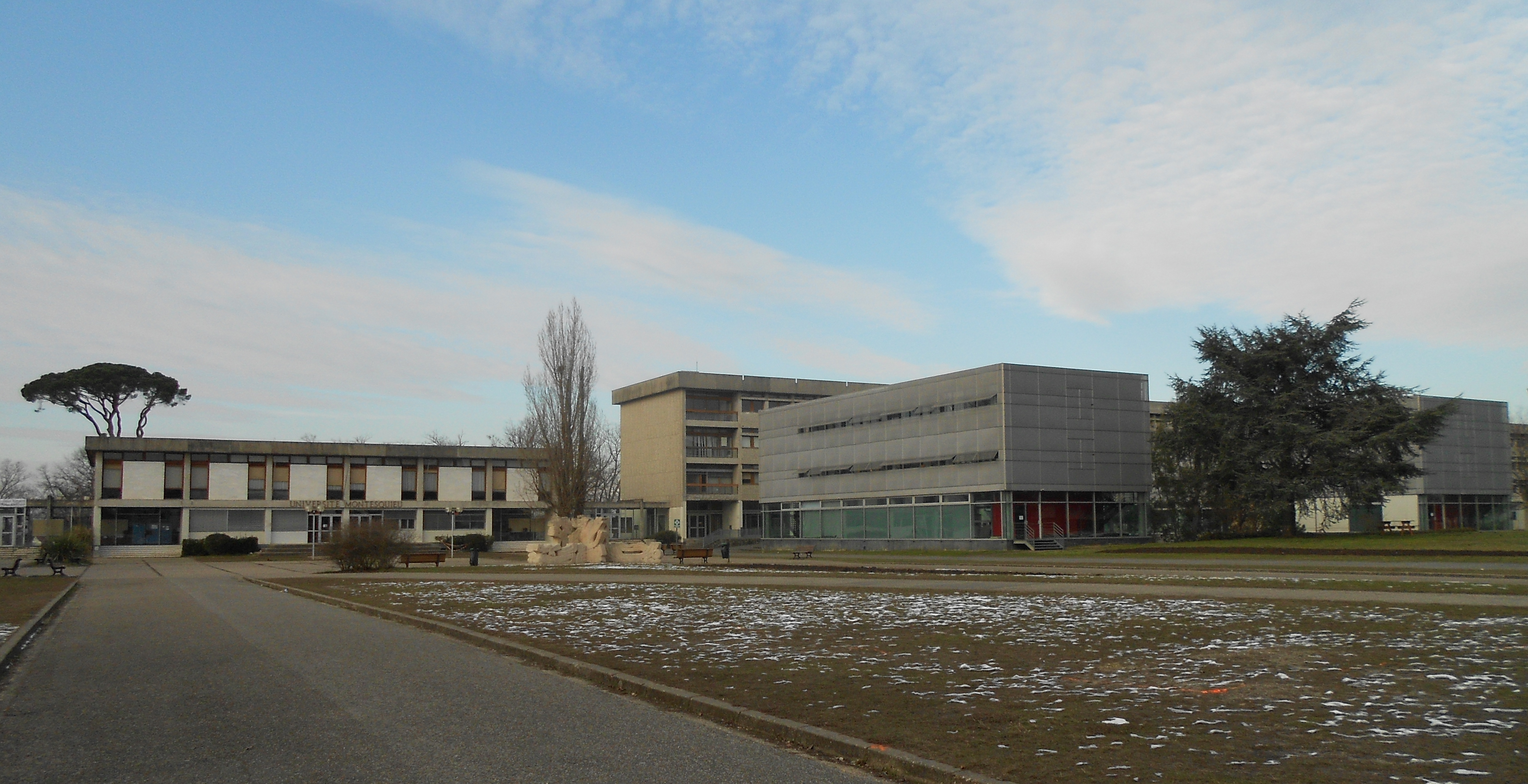
Hauptgebäude der Universität Montesquieu Bordeaux-IV im Februar 2012.

Die Universität Montesquieu Bordeaux 4 (französisch Université Montesquieu Bordeaux IV) ist die jüngste der vier Universitäten in der Stadt Bordeaux und spaltete sich 1995 von der Universität Bordeaux I ab.